# La scialuppa
La scialuppa (The Open Boat) è un racconto scritto dall'autore americano Stephen Crane e pubblicato nel 1897. Il racconto rispecchia una disavventura occorsa in mare allo scrittore nel gennaio del 1897. Mentre era diretto a Cuba come inviato speciale per l'insurrezione cubana contro la Spagna, Crane fu in balia delle onde per trenta ore dopo che la Commodore, la nave su cui viaggiava, affondò al largo della Florida. Crane e altri tre uomini dell'equipaggio cercarono di raggiungere la terraferma a bordo di una piccola lancia di salvataggio. 
Uno dei quattro naufraghi, l'addetto alle macchine Billy Higgins, annegò tra i frangenti mentre tentava di raggiungere la riva a nuoto.
Crane scrisse questo racconto subito dopo essersi salvato, infatti il sottotitolo del racconto diceva: "A Tale Intended to be after the Fact", la narrazione comincia dove il fatto di cronaca si era concluso. La scialuppa sotto vari aspetti parla della tremenda esperienza di combattere una battaglia mortale per sopravvivere.

## Naturalismo
La metamorfosi subita dal fatto di cronaca nel racconto La scialuppa è attribuibile alla capacità di Crane di simboleggiare nella precisa rappresentazione realistica della disavventura dei naufraghi le forti emozioni della lotta per la sopravvivenza contro le forze della natura. In virtù delle speculazioni filosofiche insite nell'opera, questo racconto viene spesso classificato come un esempio di Naturalismo, una derivazione del movimento Realista.

## Riassunto della trama
La scialuppa di Stephen Crane non è un semplice racconto della disavventura di quattro naufraghi, bensì della relazione intercorrente fra umanità, natura e destino. Per tutto il tempo, i quattro uomini sono turbati da due esseri virtuosi, che sono indicati come persone, ma non fanno nulla per turbare i due. Turbarli significherebbe per i quattro uomini la loro fine, lungo tutta la storia, essi fanno capire di voler sopportare le acque insidiose. Il capitano, il cuoco, il giornalista e l'addetto alle macchine sono i quattro sopravvissuti al naufragio che cercano disperatamente di giungere alla terraferma. Il capitano, un vecchio assennato, è ferito ma continua a comandare la fragiule imbarcazione su cui si trovano. La natura, in un certo qual modo, è la protagonista del racconto perché ciascuno dei quattro uomini è restio a sfidarla o solo a contrastarla. La conclusione del racconto non è lieta ma tuttavia rappresenta la fine per il giornalista che viene a patti con il crudele universo. Tuttavia dei quattro naufraghi solo tre riescono a giungere a terra aiutati dalla gente giunta sulla spiaggia.

## Personaggi
Il Capitano: Il capitano è ferito e non in grado di remare. Il capitano è il più triste ed avvilito fra i personaggi dopo aver perso la sua nave. Eppure, egli sente che è suo dovere guidare alla salvezza gli uomini sulla barca.
Il Cuoco: Nel racconto il cuoco è descritto come una persona grassa e vestita disordinatamente. Egli non aiuta a remare, ma aiuta a liberare la barca dell'acqua di mare. Fra i quattro naufraghi è il più loquace ed ottimista sul fatto chge saranno salvati.
Il Giornalista: Questo personaggio è autobiografico perché lo stesso Crane fece naufragio al largo della Florida mentre era diretto a Cuba come corrispondente di guerra.
L'Addetto alle macchine: Billie, è il solo personaggio nel racconto indicato con un nome. È anche il solo personaggio a non salvarsi. Egli si dimostra il più forte a vogare e parrebbe nel gruppo come il più probabile a farcela. Ma, purtroppo, alla fine annega in acque poco profonde appena al largo mentre gli altri personaggi vengono salvati.

### Altri temi
Altri temi rinvenibili nel racconto La scialuppa sono: l'individuo contro la natura, prospettive, false speranze, l'umanità contro la natura, la fatalità, la morte, libero arbitrio, fratellanza.

## Edizioni italiane
- in Romanzi brevi e racconti, trad. Bianca Maria Pisapia, Prefazione e cura di Agostino Lombardo, Collana I Classici moderni n.20, Milano, Feltrinelli, 1963.
- La scialuppa, trad. Fabio Macherelli, Collana L'ellisse n.8, Piombino: Aktis, 1993, ISBN 978-88-851-2016-7.
- La scialuppa, trad. Elisabetta Querci, Roma: Gruppo editoriale L'Espresso-La Repubblica, 2009-2019.
- La scialuppa e altri racconti, trad. Filippo Risso, Collana Raggi, Roma, Elliot, 2014, ISBN 978-88-619-2420-8.